# Leioproctus pharcidodes
Leioproctus pharcidodes är en biart som först beskrevs av Jesus Santiago Moure 1954.  Leioproctus pharcidodes ingår i släktet Leioproctus och familjen korttungebin. Inga underarter finns listade i Catalogue of Life.